# L'Interdiction
L’Interdiction est un roman d’Honoré de Balzac paru d’abord en 1836 dans la Chronique de Paris, puis revu et corrigé pour une publication en 1839 aux éditions Charpentier. En 1844, il sera intégré à l’édition Furne de La Comédie humaine dans les Scènes de la vie parisienne.

## Résumé
Le juge Jean-Jules Popinot, qui réapparaît dans Splendeurs et misères des courtisanes et dont c’est ici la première apparition, donne l’exemple d’un magistrat intègre. Juge d’instruction au tribunal de première instance de la Seine, il lui faut comprendre la démarche de la marquise d'Espard, qui demande au tribunal la mise en tutelle de son mari. Elle accuse le marquis, dont elle vit séparée depuis longtemps, de l’empêcher de voir ses deux enfants, et de gaspiller sa fortune au profit d’une famille modeste, la famille Jeanrenaud. À la fin de l’enquête, on apprend que l’ancêtre des Jeanrenaud, un protestant, avait été pendu, que ses biens avaient été confisqués par l’arrière-grand-père du marquis d’Espard et que l'actuel marquis d'Espard s'est employé à réparer cette faute.
La marquise prétend que son mari est fou, mais le juge Popinot perçoit dans cette femme apparemment éplorée une calculatrice sans scrupules et prête à tout. On la verra d’ailleurs à l’œuvre dans Illusions perdues et Splendeurs et misères des courtisanes. Sa démarche juridique devenue célèbre dans le tout-Paris lui donne un prestige dont elle use et abuse.
Après avoir soigneusement enquêté, Popinot s’apprête à faire un rapport qui n’est pas favorable à la plaignante, lorsque la marquise le fait dessaisir du dossier, qui est repris par le juge Camusot.

## Commentaire
L’Interdiction est un roman fondateur de La Comédie humaine. Considéré à tort comme une nouvelle, il entre plutôt dans la catégorie des romans courts et denses où Balzac campe un « monde » à la fois mondain et procédurier, où les gens de robe sont aux prises avec des cas de conscience, comme dans Le Colonel Chabert. On y retrouve des personnages importants déjà rencontrés dans Le Père Goriot : le médecin Horace Bianchon ; le banquier baron de Nucingen ; l'avoué maître Desroches ; la séduisante Diane de Maufrigneuse ; l'ambitieux juge Camusot ; les dandies aux dents longues, Eugène de Rastignac, le comte Henri de Marsay ou le comte Maxime de Trailles ; les impertinents comme le marquis de Ronquerolles ; la femme de salon, comtesse Hugret de Sérisy et l'usurier Gobseck.

## Adaptations à l'écran
- L'Interdiction, téléfilm français de Jean-Daniel Verhaeghe, sorti en 1993.